# 猫魔ヶ岳
猫魔ヶ岳（ねこまがだけ）は、本州東部の奥羽山脈の南端付近に位置する、標高1403.6 mの山である。猫魔火山の活動の影響で形成されたカルデラの外輪山の一部を成している。福島県の北部に属し、山頂は耶麻郡磐梯町と北塩原村の行政境界に当たる。

## 概要
猫魔ヶ岳は磐梯山の西に位置する。猫魔ヶ岳の西北西に雄国沼が存在する。雄国沼の場所は猫魔火山の噴火の影響で形成された直径2 km程の雄国沼カルデラの底部である。そして、このカルデラの外輪山に存在する一峰が、猫魔ヶ岳である。猫魔火山は安山岩質で、100万から40万年前の火山活動により形成された。50万年前にカルデラを形成する古猫魔火山の北東方向への山体崩壊が発生し、その後の新猫魔火山の成長により、猫魔ヶ岳峰が形成された。

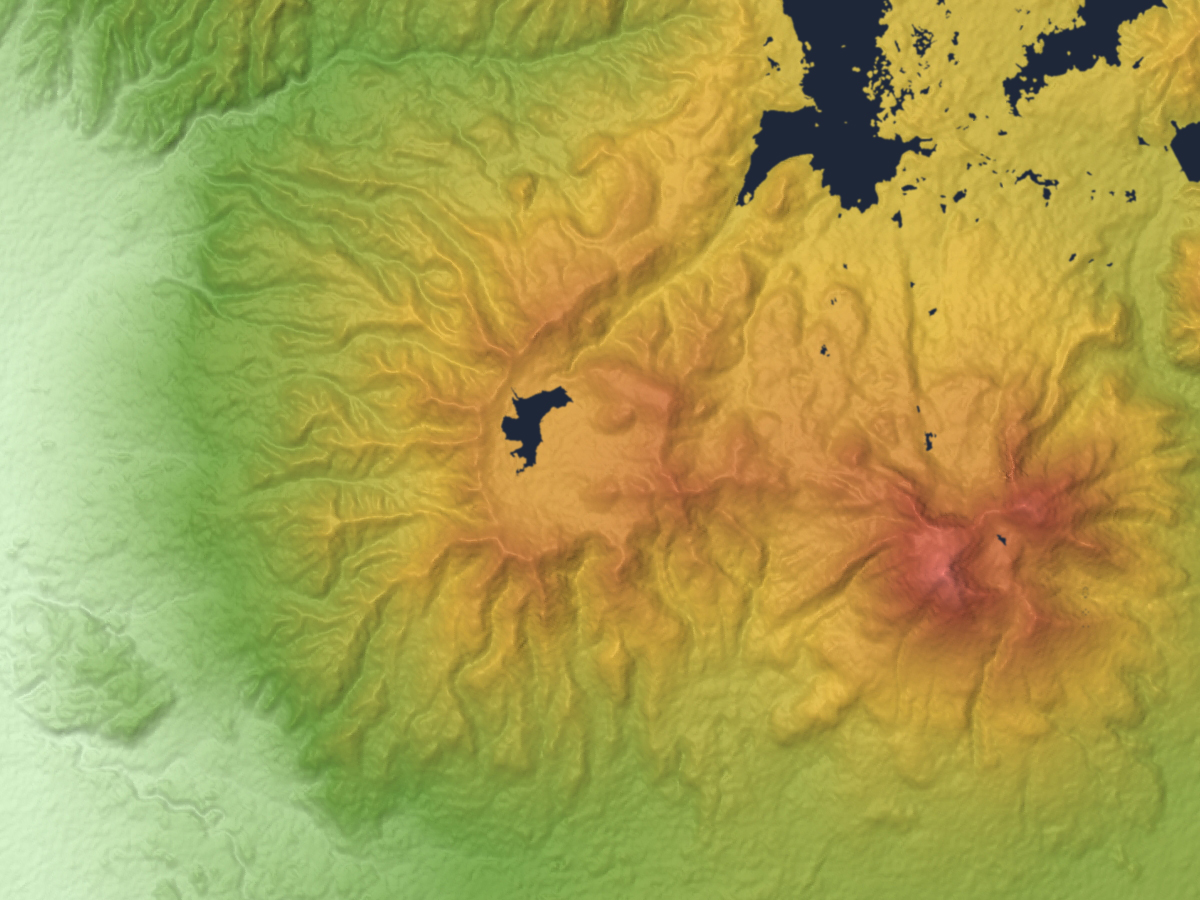
猫魔火山（左）と磐梯火山（右）の地形図。猫魔ヶ岳の山頂は画像の中心。なお、画像中央部の水域が雄国沼である。

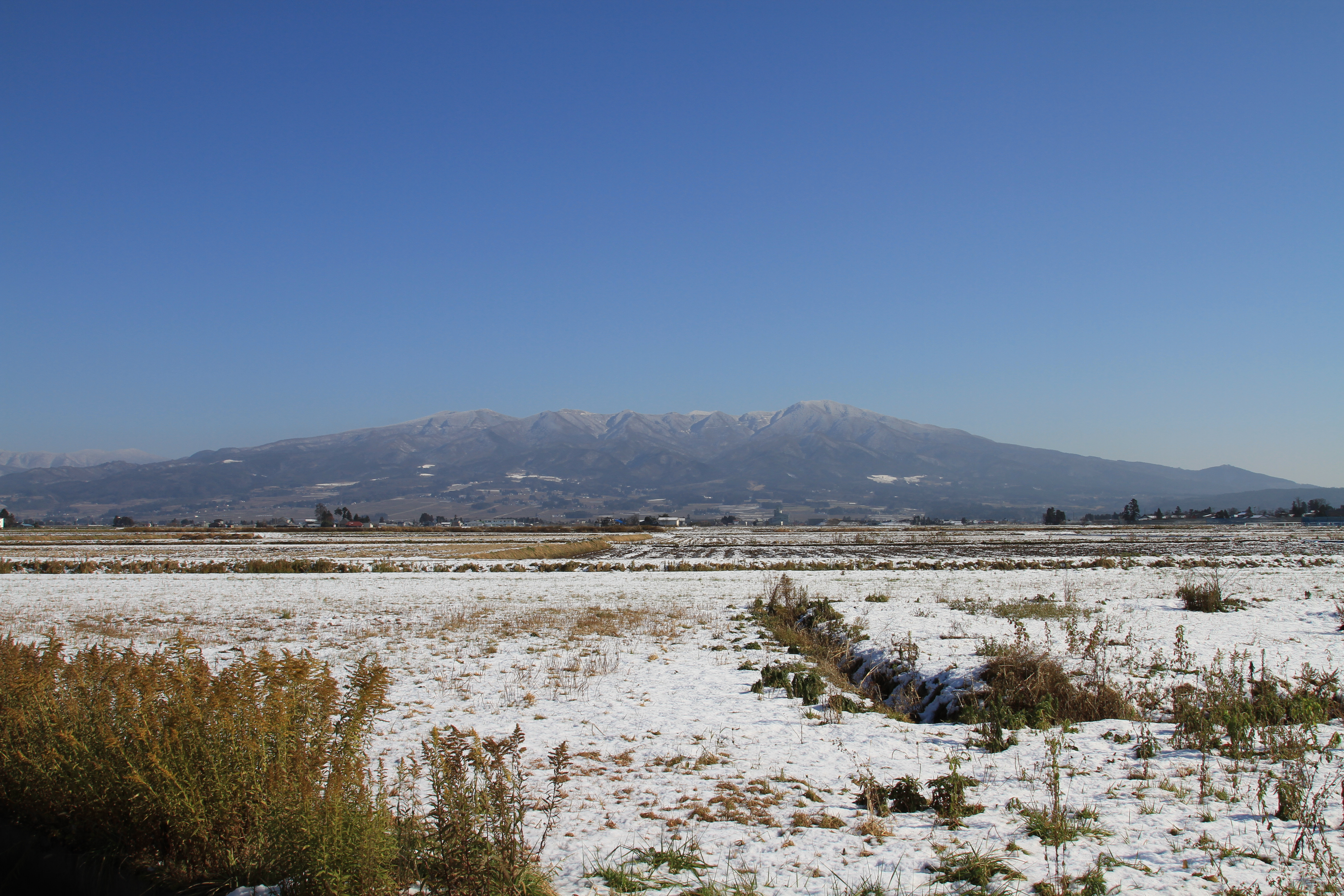
猫魔火山を西の会津盆地方面から撮影。ただし、この方向から猫魔ヶ岳を直接見る事は難しい。

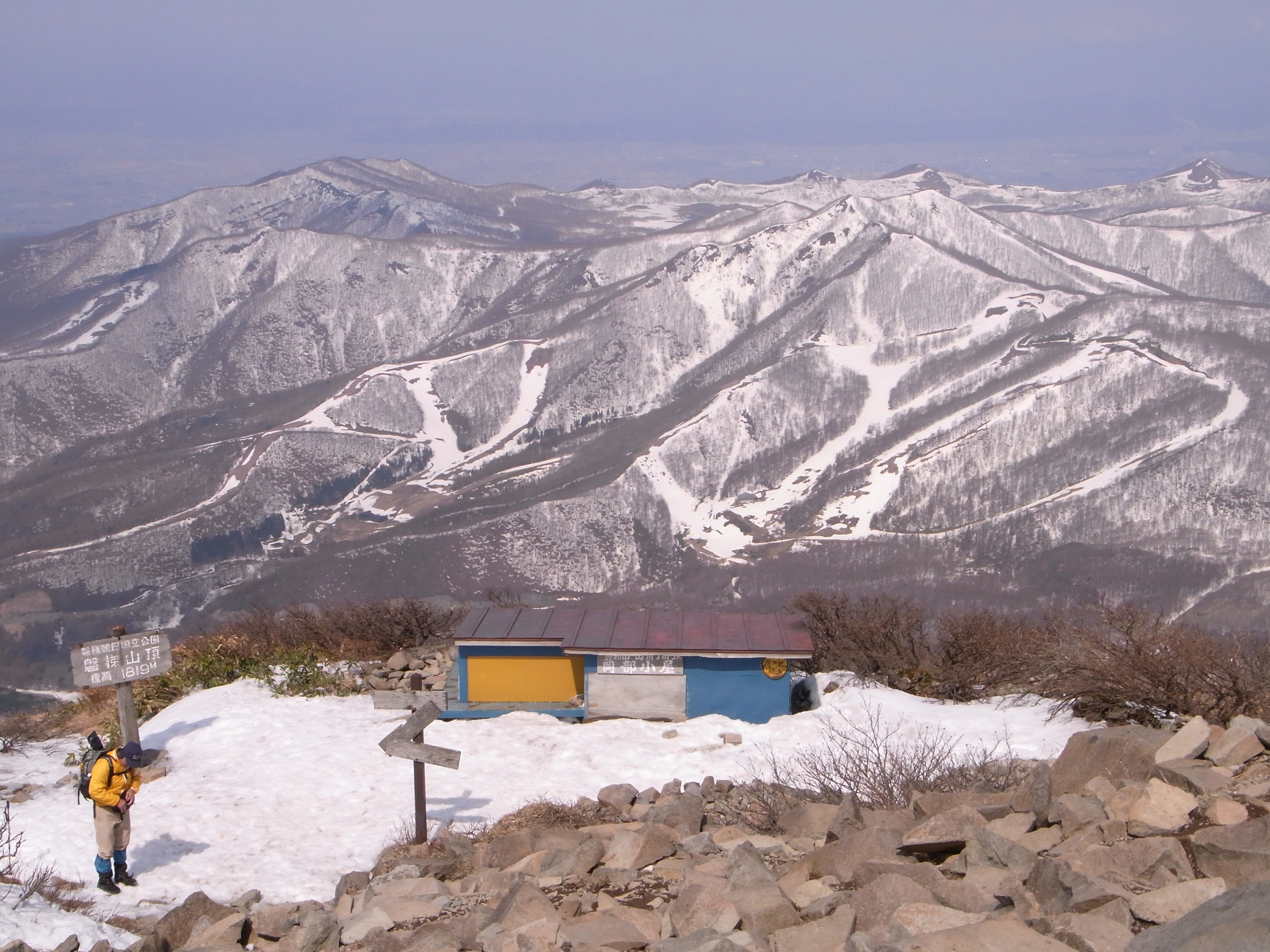
磐梯山から猫魔火山を望む。猫魔ヶ岳の山頂は、中央右。

この山の名の由来には、幾つかの説が存在する。昔化け猫が住み付いて人を食べていたという伝説によるという説、あるいは、食料をネズミに食い荒らされて困っていた慧日寺の僧がネズミ退治のため猫王を山に祀ったためなどの説である。それらの伝承に関連するのか、山頂の西側ピークには「猫石」と呼ばれる大きな岩が有る。また、猫魔ヶ岳は、かつては慧日寺から磐梯山あるいは吾妻山へ行く修験道の経路であり、多くの修験者に登られていた。なお、現在、山の南側はアルツ磐梯スキー場、北側は裏磐梯猫魔スキー場として利用されている。

## 登山
山頂には一等三角点の「猫魔岳」が設置されており、360度の眺望が有る。猫魔ヶ岳の登山コースは3コース存在するが、ここでは主に利用されている2コースを紹介する。

### 八方台コース
有料道路の扱いでありながら、2013年7月から無料開放されている磐梯山ゴールドラインの中間点・猫魔八方台から登る、山体の東側から山頂を目指すコースである。登山口の猫魔八方台は、60台の乗用車が駐車可能であり、トイレや登山案内板も整備されている。このコースは磐梯山から猫魔ヶ岳まで続く尾根上を行くコースで、コース上からは南に会津盆地や猪苗代湖、奥会津の山々、北には桧原湖を始めとした裏磐梯の湖沼群を眺めながら歩ける。登山道の幅は比較的広く、山頂まではアップダウンが連続するが、比高差も小さく、途中ベンチも設置されており、初級者向けのコースと言える。また、登山口から最初の展望台までの間はブナ林が見られる。
なお、猫魔八方台から猫魔ヶ岳の山頂までの標準的な所要時間は、60分間程度とされている。

### 雄国沼コース
雄国沼まで至る登山経路は幾つか存在するがここでは割愛し、雄国沼北畔に建つ雄国沼休憩舎を起点とするコースを紹介する。起点の雄国沼休憩舎付近はレンゲツツジの群落で、6月上～中旬にはレンゲツツジの花で一帯が真っ赤に染まる。休憩舎から道を東方面に進み、雑木林の中、最初は緩い登りでしだいに傾斜が増し、標準的には約1時間で猫石に着く。猫石からの展望は素晴らしく、雄国沼・「雄国沼湿原植物群落」（国の天然記念物）とその外輪山である古城ヶ峰、厩岳山（うまやさん）を望める。猫石から山頂までは、一旦降ってから再び登る行程で、標準的には約15分間で山頂に到着できる。
- 雄国沼休憩舎－（60分）－猫石－（15分）－山頂

### 縦走
上記2コースをつないで通れば、猫魔ヶ岳を縦走できる。この縦走コースは、猫魔ヶ岳やまびこ探勝路として、裏磐梯観光協会が選定した19のトレッキングコースの1つに挙げられている。

## 写真集

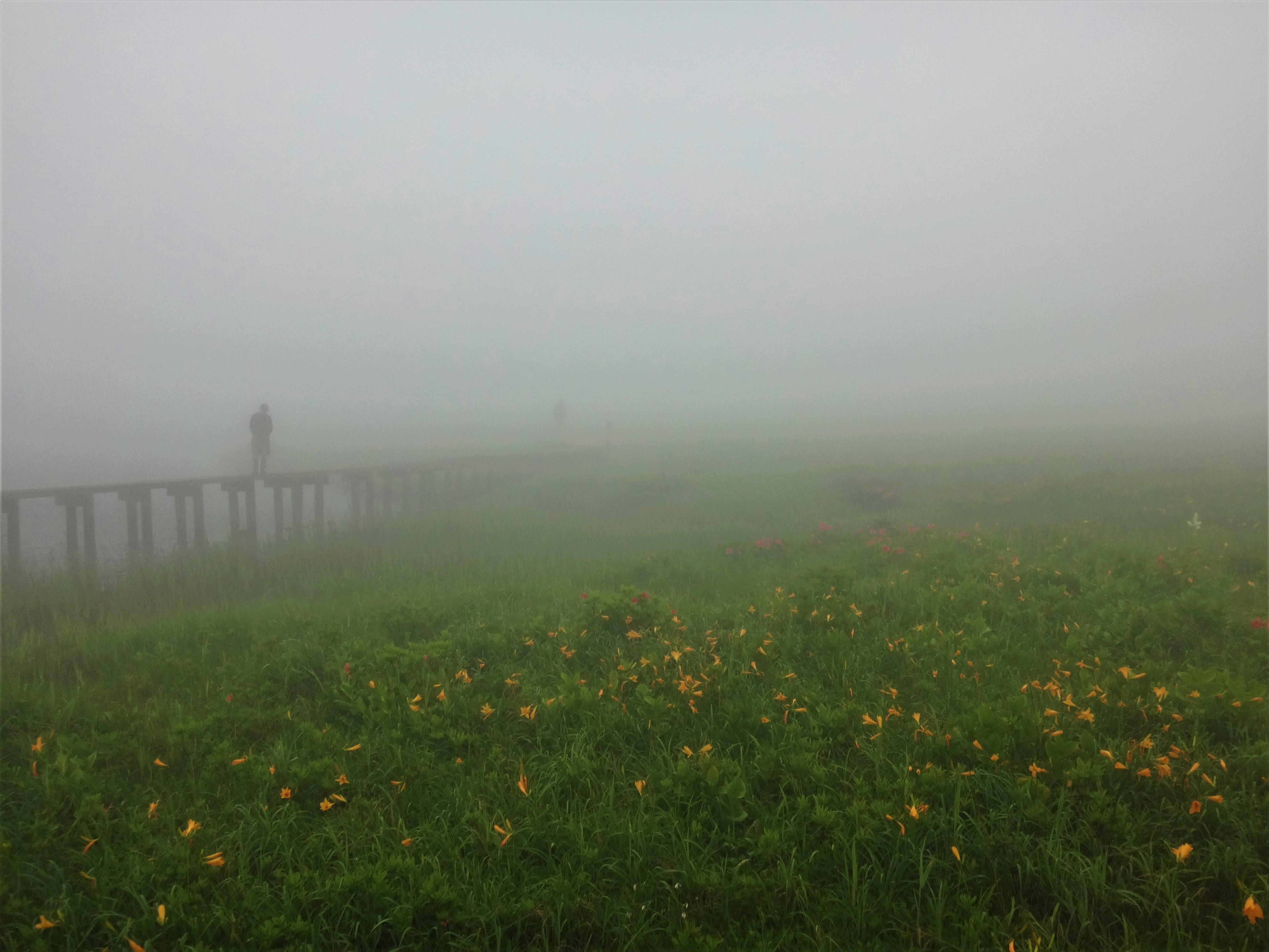
雄国沼のニッコウキスゲ
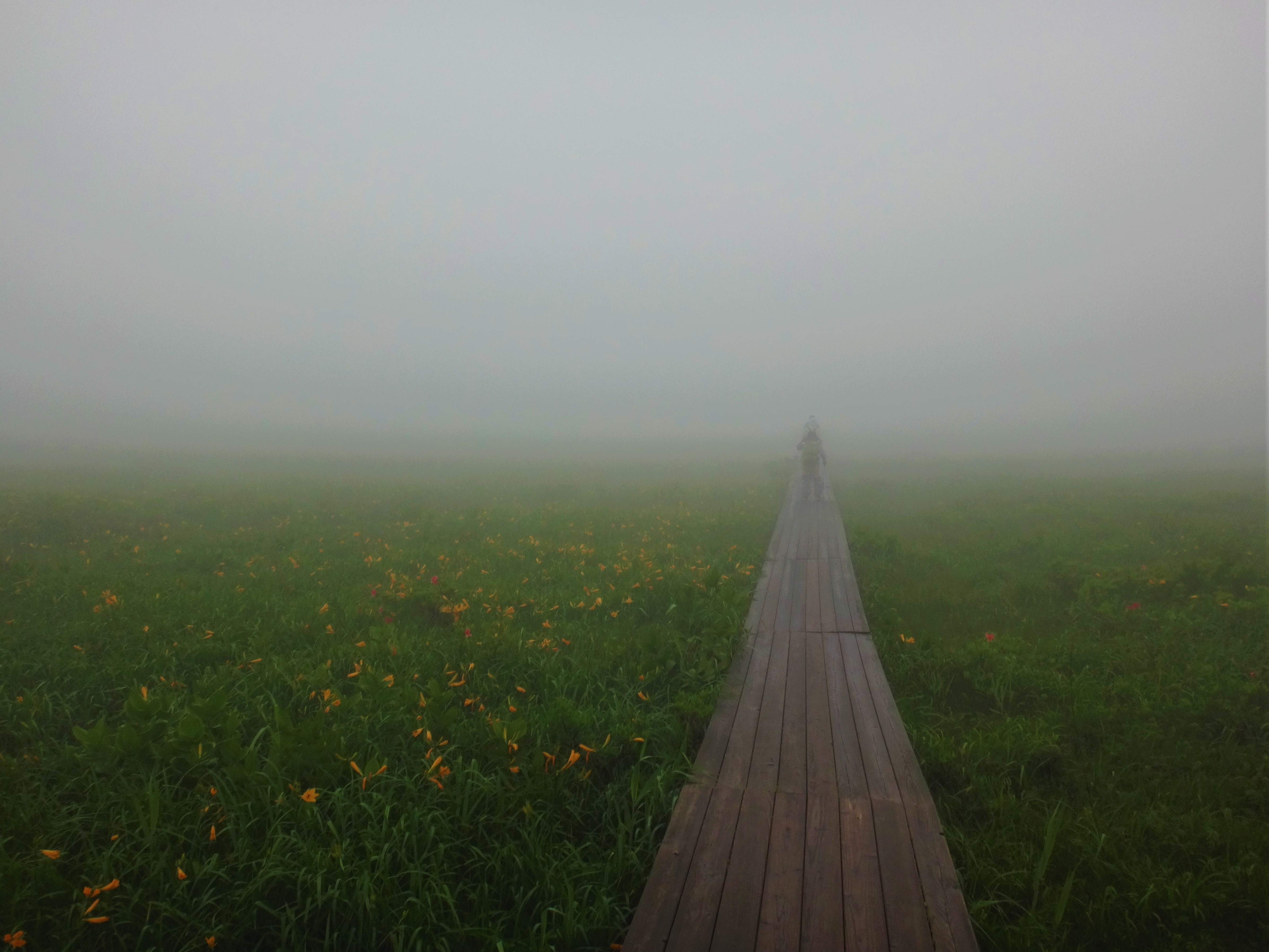
雄国沼から猫魔ヶ岳への道
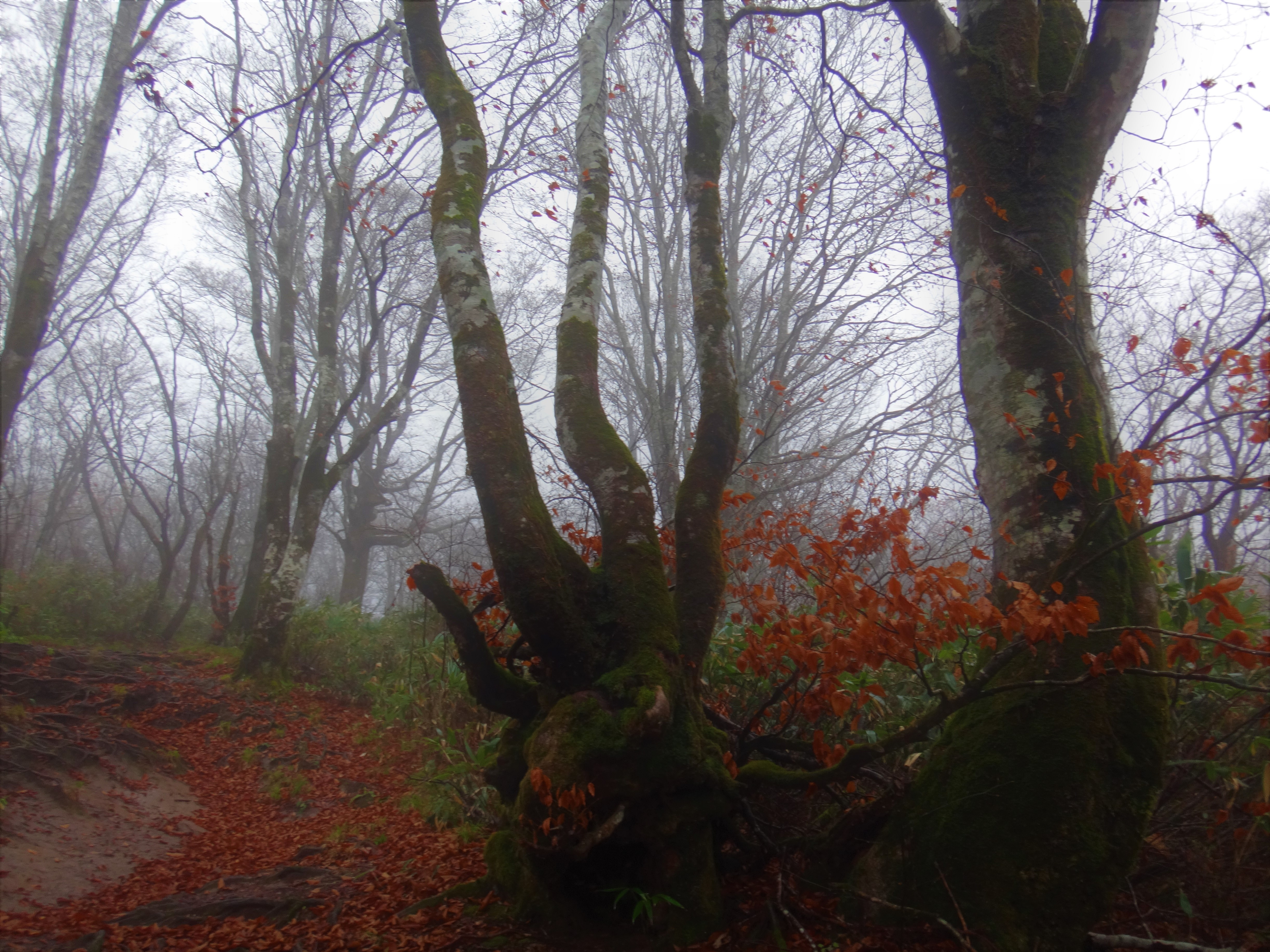
登山道脇のブナの木
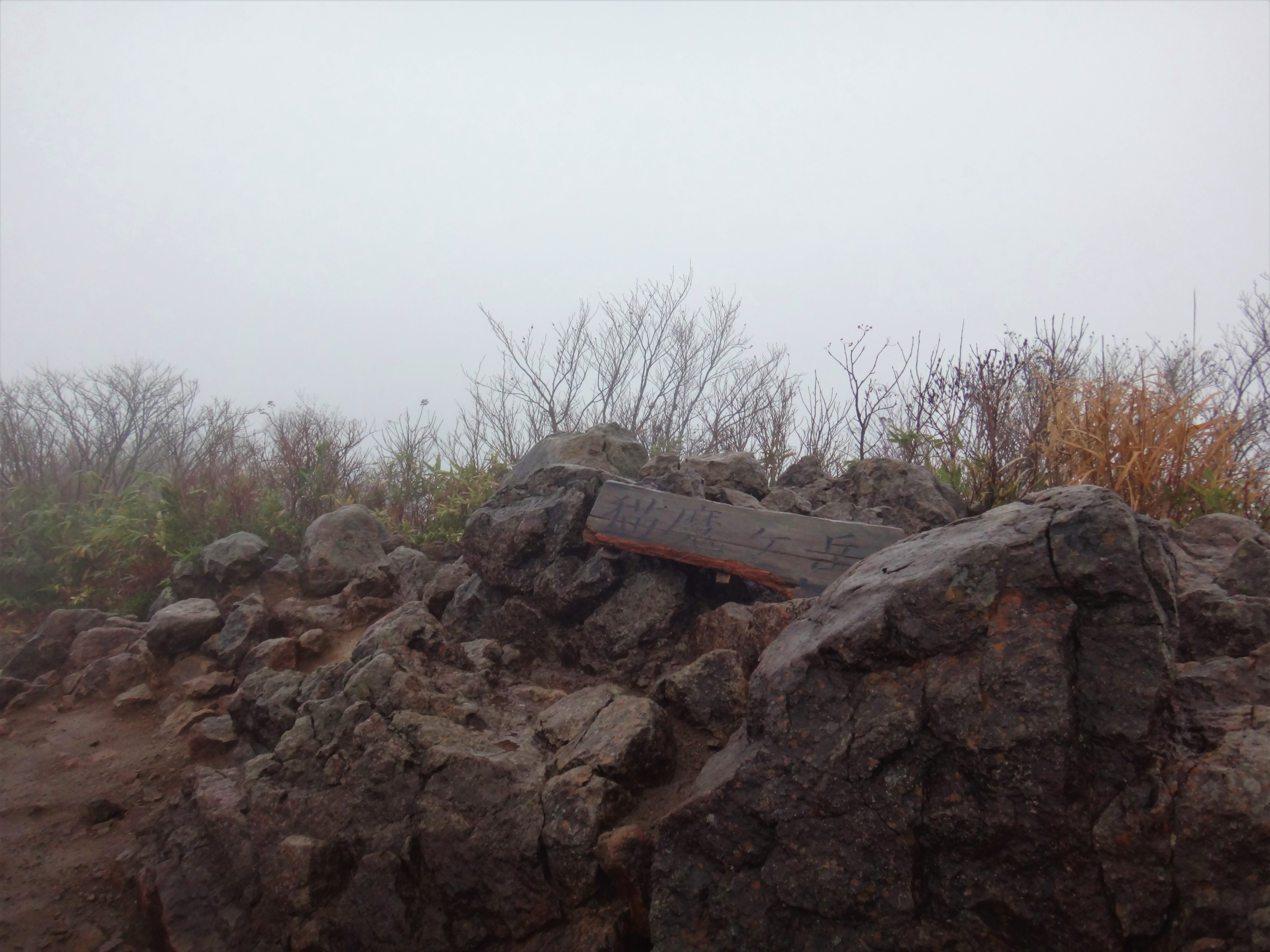
猫魔ヶ岳山頂
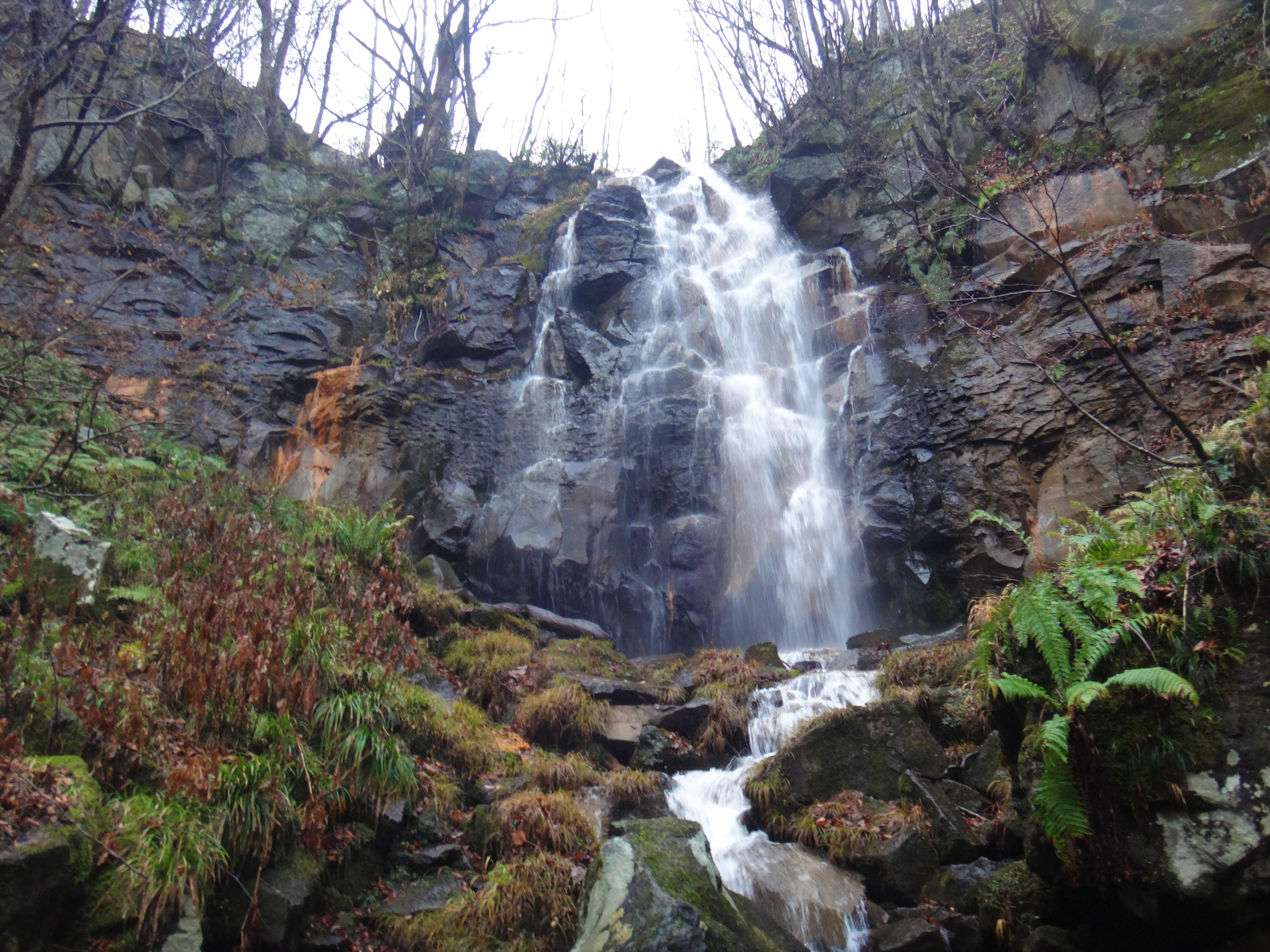
猫魔ヶ岳中腹に存在する幻の滝